# Fenestulipora cassiformis
Fenestulipora cassiformis är en mossdjursart som först beskrevs av Harmer 1915.  Fenestulipora cassiformis ingår i släktet Fenestulipora och familjen Tubuliporidae. Inga underarter finns listade i Catalogue of Life.